# 費爾波特 (加利福尼亞州)
費爾波特（英語：Fairport）是位於美國加利福尼亞州莫多克縣的一個非建制地區。該地的面積和人口皆未知。

## 地理
費爾波特的座標為41°59′07″N 120°19′19″W / 41.98528°N 120.32194°W，而該地的平均海拔高度為1445米（即4741英尺）。